# Parafia św. Mikołaja Biskupa w Żegocinie
Parafia Świętego Mikołaja Biskupa w Żegocinie – parafia rzymskokatolicka znajdująca się w diecezji tarnowskiej w dekanacie Lipnica Murowana. Erygowana w XIII wieku. Mieści się pod numerem 1. Prowadzą ją księża diecezjalni. Proboszczem parafii jest ks. Bogusław Pasierb.

## Filie
- Kościół św. Jakuba w Rozdzielu

- Kaplica w Rozdzielu